# TOYOTA ハッピータウンサーキット
TOYOTA ハッピータウンサーキット（トヨタ‐）は2006年10月1日から2009年3月31日までニッポン放送のワイド番組内で放送されていたコーナー。

## 概要
- 2006年9月に終了した「TOYOTA 飛び出せ街かど天気予報」をリニューアルして2006年10月1日にスタートした。
- スポンサーはトヨタ自動車と東京都内のトヨタディーラー各社。
- 同局で土曜日午後に放送されている「TOYOTAサタデータイム 小倉智昭のラジオサーキット」と連動しており、毎週次のラジオサーキットで紹介される街から街頭中継を行っていたほか、コーナーの最後にはラジオサーキットの次回放送の予告およびメッセージ募集を行っていた。
- 「飛び出せ街かど天気予報」に比べて、「小倉智昭のラジオサーキット」の宣伝としての機能が大きいためリスナーからの評判は悪く、とくに「上柳昌彦のお早うGoodDay!」では「この忙しい時間帯に意味のない街頭中継は必要ない！」と批判の意見が寄せられ、元の「飛び出せ街かど天気予報」へ戻してほしいという声があった。
本番組開始に伴い、「TOYOTA 飛び出せ街かど天気予報」で7時前に行っていた天気予報が放送できなくなったため、7:25にアシスタントの石川みゆき・那須恵理子がニッポン放送玄関前からお天気中継をしていた。
- 昨今の不況からトヨタ自動車が業績悪化のために広告費削減などの理由によるスポンサー降板のため、2009年3月31日をもって終了した。
同時期に同局制作・同スポンサーの「TOYOTA DRIVING TALK」も終了となった。
同時期にABCラジオの「トヨタ街かどお天気交差点」も終了し、タイトル名の付かない普通の天気予報に変更された。
同時期に朝番組の高嶋ひでたけのお早よう!中年探偵団→森永卓郎と垣花正の朝はニッポン一番ノリ!→上柳昌彦のお早うGoodDay!内コーナー、「TOYOTAスポーツ人間模様（高嶋ひでたけのスポーツ人間模様）」もTOYOTAが降り、「スポーツ人間模様」に変更された。[1]

## 放送時間

### 月曜～金曜
- 6:38頃（「上柳昌彦のお早うGoodDay!」内）
- 10:55頃（「垣花正のあなたとハッピー!」内）
- 16:15頃（「高嶋ひでたけの特ダネラジオ 夕焼けホットライン」内）

### 土曜
- 7:32頃（「栗村智 あなたと朝イチバン」内）
- 9:54頃（「高橋克実と山瀬まみ おしゃべりキャッチミー」内）
- 11:25（「ゴッドアフタヌーン アッコのいいかげんに1000回」内）
  - この番組は地方局へネットされているため、この時間帯は11:25ちょうどに始まる。
- 15:30頃（「小倉智昭のラジオサーキット」内）

### 日曜
- 7:26頃（「イルカのミュージックハーモニー」内）
- 8:30頃（「イルカのミュージックハーモニー」内）

## 担当キャスター
飯田のみ局アナで、それ以外はフリーアナウンサー。
- 仲田真紀子（2007年4月7日～9月29日：土曜日、2007年10月1日～2008年3月28日：平日午前、2008年3月31日～9月26日：平日午前午後、9月29日～2009年3月31日：平日午前）
- 西村美月（2008年9月29日～2009年3月31日：平日午後）
- 徳武樹里（2006年10月2日～2007年9月28日：平日午前、2008年9月28日～2009年3月28日：土曜日）
- 小山真理（2006年10月1日～2009年3月29日：日曜日）
- 糸永直美（2006年10月7日～2007年3月31日：土曜日）
- 堀口智美（2006年10月2日～2007年9月28日：平日午後、2007年10月6日～2008年8月2日：土曜日）
- 飯田浩司（2007年10月1日～2008年3月28日：平日午後、2008年8月9日～9月13日：土曜日）